# Haplochromis thereuterion
Haplochromis thereuterion ist eine Buntbarschart, die im ostafrikanischen Viktoriasee endemisch lebt. Sie ist nur von Felsinseln aus dem nördlichen Teil des Mwanza-Golf und von den felsigen Ufern der Butimba Bay und der Nyegezi Bay bekannt.

## Merkmale
Haplochromis thereuterion ist ein kleiner, maximal 8,2 cm lang werdender Buntbarsch. Sein Körper ist langgestreckt und seitlich stark abgeflacht, das Maul endständig und zugespitzt, die Lippen leicht verdickt. Alle Schuppen auf dem Kopf sind cycloid, die auf dem Rücken cycloid oder schwach ctenoid, die auf den Flanken und auf dem Schwanzstiel ctenoid. Männchen sind oberseits blaugrau und auf der Unterseite silbrig-weiß gefärbt. Sexuell aktive Männchen werden schwärzlich. Die Rückenflosse ist unten dunkel, oben grau. Das vordere Drittel der Schwanzflosse ist schwarz, der übrige Teil gräulich, die Ränder rot. Die Afterflosse ist schwärzlich, Eiflecke sind, wenn vorhanden, orange-gelb. Die Brustflossen sind transparent, die Bauchflossen schwarz. Weibchen und Jungfische haben auf den Flanken ein deutliches Längsband, das vom Kiemendeckel bis zum Schwanzstiel reicht. Ein weiteres Band unterhalb der Rückenflosse ist etwas weniger stark ausgeprägt. Die Kopfseiten sind grau, Kehle und der Bauch sind silbrig-weiß. Bei Jungfischen ist die gesamte Kopfoberseite grau.
- Flossenformel: Dorsale XV–XVI/8–10, Anale III/7–10.

## Lebensweise
Haplochromis thereuterion ist relativ selten und lebt in der oberen Wasserzone des Viktoriasees in Tiefen von 0,5 bis 4 Metern, an der Peripherie von Felsregionen, aber niemals direkt zwischen den Felsen. Er ernährt sich vor allem von Anflugnahrung (Insekten wie Ameisen und Zweiflügler), daneben werden auch Insektenlarven (Zuckmückenlarven und Köcherfliegenlarven) und Ruderfußkrebse aufgenommen. Wie alle Haplochromis-Arten ist er ein Maulbrüter.

## Gefährdung
Die IUCN ordnet Haplochromis thereuterion als gefährdet („Vulnerable“) ein. Nach der Einführung des Nilbarschs ist die Population immer mehr zurückgegangen. Im Mwanza-Golf ist er verschwunden. Als größte Gefährdung für die Zukunft der Art wird die mögliche Hybridisierung mit anderen, nah verwandten Arten gesehen, da die durch zunehmende Wasserverschmutzung verringerten Sichttiefe des Wassers die Arterkennung und die Wahl des richtigen Geschlechtspartners erschwert.